# Youssef Krou
Youssef Krou (Agadir, 19 de junho de 1989) é ex-voleibolista indoor e atualmente jogador de vôlei de praia francês, na quadra conquistou a medalha de ouro no Campeonato Europeu Sub-19 em 2007 na Áustria e no mesmo ano medalhista de bronze no Campeonato Mundial Sub-19 no México.

## Carreira
A infância de Youssef  se dividiu entre França, Alemanha e Madagáscar, nasceu em Agadir, e radicou-se ainda na adolescência em Cannes, já tendo contato com o voleibol indoor com seus amigos, iniciando a carreira no AS Cannes,  destacando-se por suas características físicas, depois entrou no Lycée Carnot e representou o país nas categorias de base  da seleção e passou atuar como ponteiro, treinou por dois anos ao lado de uma geração de bons valores como Marc Zopie a Earvin N'Gapeth, ainda como Benjamin Toniutti, Guillaume Quesque, Fred Barais, Julien Lyneel, Kévin Tillie e Kévin Le Roux, e obteve em 2007 a medalha de ouro no Campeonato Europeu Sub-19 na Áustria e ainda foi medalhista de bronze no Campeonato Mundial Sub-19  de 2007 nas cidades de Mexicali e Tijuana
Em 2009 começa profissionalmente no AS Cannes e disputou a Liga dos Campeões cujo técnico foi Laurent Tillie, na equipe tinha  Pierre Pujol, Loïc Geiler, Ludovic Castard, Samuele Tuia e Pascal Ragondet, conquistou o vice-campeonato nacional na temporada 2009-10.Após, enfrentar uma lesão e levou a refletir sobre seu futuro, após retornar de um jogo em 2013 encontra Eddy (Édouard Rowlandson),  que havia conhecido em algumas ocasiões quando atuava em Sète, e telefonou e o convidou para migrar para o vôlei de praia e jogar em Montpellier, competindo no formato 3x3 no verão, mas nunca no 2x2, atraindo-se pela modalidade  e decidiu a fase a transição.
Em 2014 esteve com Édouard Rowlandson quando terminaram em quarto lugar na etapa de Orleans e os títulos das etapas da Ilha de Ré e Le Touquet pelo circuito francês. No mesmo ano também competiram juntos, no Circuito Europeu na etapa Satélite do Circuito Mundial em Antália e o vice-campeonato no Masters de Baku estreando no Grand Slam de Moscou pelo circuito mundial, obtiveram o título do Aberto de Xiamen, o terceiro lugar nos Abertos de Doha e Mangaung.
Esteve com Édouard Rowlandson no circuito mundial de 2015 terminaram em terceiro no Aberto de Fuzhou, o quarto lugar no Aberto de Doha, no circuito Europeu ainda competiu ao lado de Yannick Salvetti  e Romain Di Giantommaso  obtiveram o segundo lugar no Circuito Europeu em Jūrmala e na Continental Cup CEV, fase 3, grupo D , alcançando o primeiro na fase 4, grupo A, terminaram em décimo sétimo lugar no Campeonato Mundial de 2015 em Haia, permaneceu com a dupla até o CEV Continental Cup Final na Noruega em 2016, alcançando o nono posto, no Masters de e Maxime Thiercy.
Com Quincy Aye prossegue a temporada de 2016 e em inicia com este em 2017 conquistando o título do torneio uma estrela em Agadir, o terceiro no de Montpellier e o vice-campeonato no torneio duas estrelas de Sidney, e o título do Circuito EEVZA em Yantarny. Continuaram na temporada 2018 como melhor resultado na etapa quatro estrelas de Doha, quando finalizaram na nona posição, mesmo posto obtido no Campeonato Europeu de Haia, ainda pelo circuito mundial terminaram com vice-campeonato na etapa uma estrela de Montpellier, prosseguindo na temporada com Edouard Rowlandson no ano e iniciando 2019 obtendo o quarto lugar no três estrelas de Sidney.
Com a mesma parceria, disputou a etapa quatro estrelas de Chetuma de 2020.Em 2021 forma dupla com Olivier Barthelemy sagrando-se campeões da etapa de Arles, vice-campeões em Anglet e terceiros colocados em Genf pelo circuito francês, retomou a parceria com Quincy Aye  para a disputa do quatro estrelas de Itapema.Em 2022 passa atuar com Arnaud Gauthier-Rat disputando o Challenge de Itapema, neste alcançou o quinto lugar, e os nonos lugares em Doha  e Kuşadası, disputaram a edição do Campeonato Mundial de 2022 em Roma, quando finalizaram no décimo sétimo lugar, depois, conquistaram a etapa de  do Elite 16 do Circuito Mundial.Em 2023 foram vice-campeões do Challenge de Itapema e terceiro colocados no Future de Lille.

## Títulos e resultados
- Elite de 16 de Torquay do Circuito Mundial de Vôlei de Praia de 2022
- 1* de Agadir do Circuito Mundial de Vôlei de Praia de 2017
- Aberto de Xiamen do Circuito Mundial de Vôlei de Praia de 2014
- Challenge de Itapema do Circuito Mundial de Vôlei de Praia de 2023
- 1* de Montpellier do Circuito Mundial de Vôlei de Praia de 2018
- 2* de Sidney do Circuito Mundial de Vôlei de Praia de 2017
- Future de Lille do Circuito Mundial de Vôlei de Praia de 2023
- 1* de Montpellier do Circuito Mundial de Vôlei de Praia de 2017
- Aberto de Fuzhou do Circuito Mundial de Vôlei de Praia de 2015
- Aberto de Mangaung do Circuito Mundial de Vôlei de Praia de 2014
- Aberto de Doha do Circuito Mundial de Vôlei de Praia de 2014
- 4* de Sidney do Circuito Mundial de Vôlei de Praia de 2019
- Aberto de Doha do Circuito Mundial de Vôlei de Praia de 2015
- Liga A Francesa de Voleibol:2009-10